# Maia Lomineischwili
Maia Lomineischwili (georgisch მაია ლომინეიშვილი; * 11. November 1977 in Tiflis) ist eine georgische Schachspielerin.

## Leben

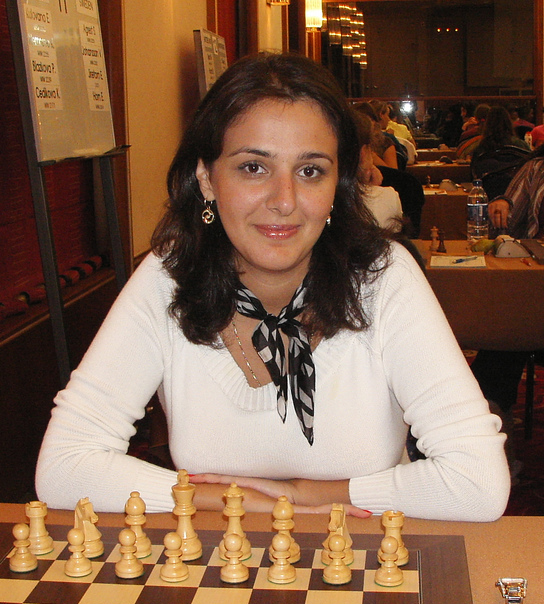
Maja Lomineischwili bei der Mannschaftseuropameisterschaft 2007 in Iraklio

Maia Lomineischwili studierte Journalistik. Ihre Abschlussarbeit behandelte das Thema der Schachpsychologie. Für eine Sportzeitschrift schrieb sie über Schach, entschied sich jedoch dann für eine Profischachkarriere. Seit 2008 arbeitet sie an der staatlichen Universität in Tiflis.

## Erfolge
Im Jahr 1991 wurde sie im rumänischen Mamaia U14-Mädchen-Europameisterin, 1997 gewann sie im ungarischen Tapolca die Europameisterschaft der weiblichen Jugend U20. Die Schwarzmeermeisterschaft der Frauen gewann sie im Jahr 2000 in Batumi (geteilt mit Ana Matnadse und Lilit Mkrttschjan). Im selben Jahr wurde sie in Warna Studentenweltmeisterin der Frauen. Die Frauenmeisterschaft Georgiens konnte sie fünfmal gewinnen: 1996, 1998, 2002, 2009 und 2011. Damit ist sie bei den Frauen in Georgien Rekordgewinnerin. Bei der Schachweltmeisterschaft der Frauen 2004 in Elista schied sie im Achtelfinale gegen Nana Dsagnidse aus, nachdem sie vorher unter anderem Alissa Galljamowa ausgeschaltet hatte.

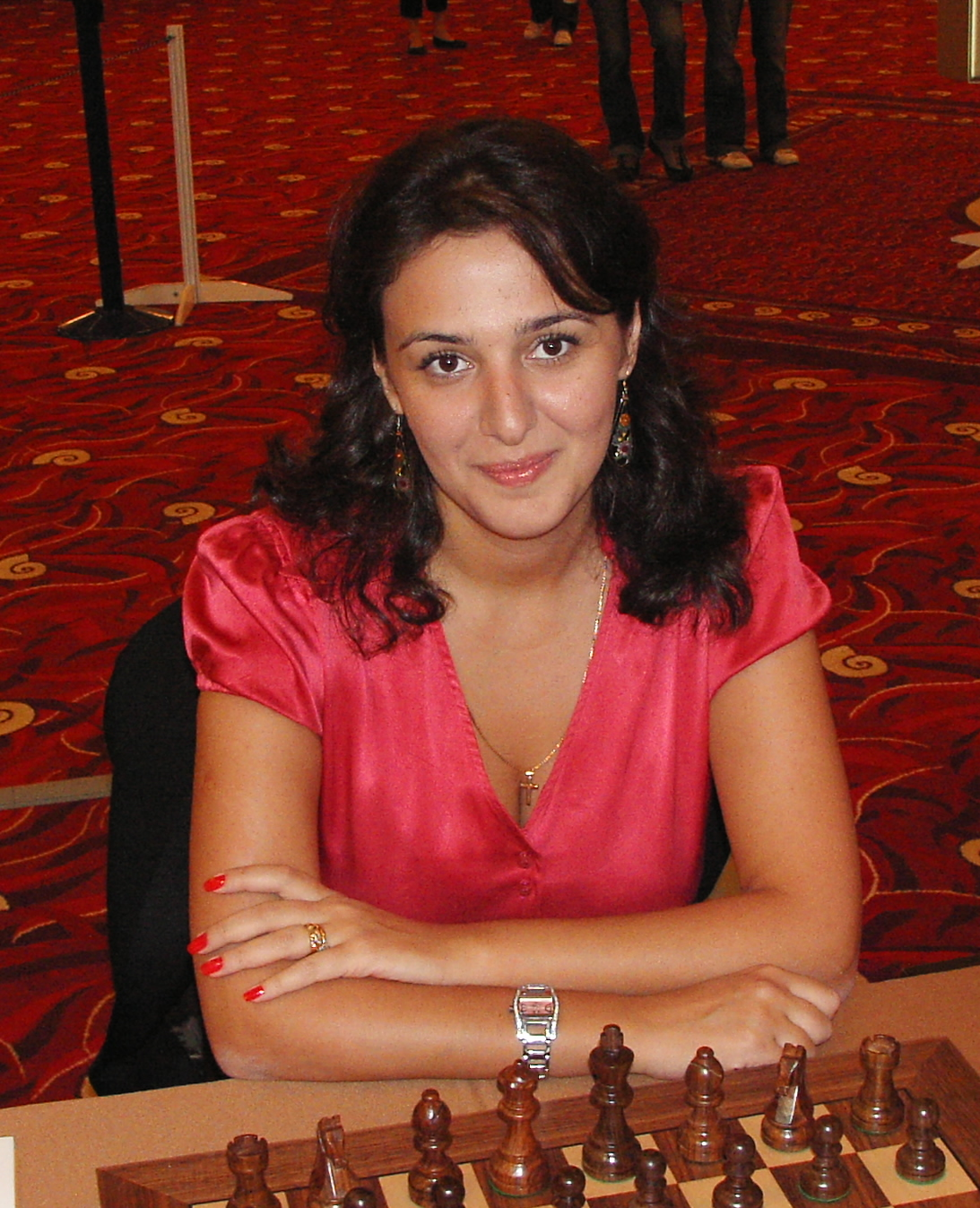
Maja Lomineischwili bei der Mannschafts-EM 2007

Mit der georgischen Frauennationalmannschaft nahm sie an den Schacholympiaden 2004, 2006 und 2008 teil. Die Schacholympiade 2008 in Dresden gewann sie mit der Mannschaft und erhielt zusätzlich eine individuelle Bronzemedaille für ihr Ergebnis von 6 aus 9 am vierten Brett. 2009 nahm sie an der Mannschaftsweltmeisterschaft der Frauen teil, zwischen 1999 und 2007 spielte sie bei fünf Mannschaftseuropameisterschaften der Frauen. 2005 belegte sie mit Georgien den zweiten Platz, 2007 erhielt sie eine individuelle Bronzemedaille für ihr Ergebnis von 4,5 aus 7 am Reservebrett.
In Deutschland spielte sie in den 1990er-Jahren für Rochade Kuppenheim in der Oberliga Baden und von 1997 bis 2004 in der Frauenbundesliga für die Karlsruher Schachfreunde, für die sie ab 1999 auch sporadisch in der 2. Bundesliga spielte. Den European Club Cup der Frauen gewann sie 2004 und 2005 mit NTN Tiflis. Beim Club Cup 2006 erhielt sie eine individuelle Goldmedaille für ihr Ergebnis von 5 Punkten aus 6 Partien am vierten Brett des georgischen Vereins Energy-Investi Sakartvelo. Beim Club Cup 2007 spielte sie für Interplast Tiflis, beim Club Cup 2009 für Samaia Tiflis. In der Türkei spielt sie für Servergazi.
1995 wurde sie Internationaler Meister der Frauen (WIM). Seit 1996 trägt sie den Titel Großmeister der Frauen (WGM) und seit Juli 2003 auch den Titel Internationaler Meister (IM). Zuletzt unter den besten 25 der Frauenweltrangliste war sie im April 2001 mit einer Elo-Zahl von 2439.